# Canton de Tardets-Sorholus
Le canton de Tardets-Sorholus est une ancienne division administrative française, située dans le département des Pyrénées-Atlantiques et la région Aquitaine.

## Composition
Le canton regroupe 16 communes :
- Alçay-Alçabéhéty-Sunharette
- Alos-Sibas-Abense
- Camou-Cihigue
- Etchebar
- Haux
- Lacarry-Arhan-Charritte-de-Haut
- Laguinge-Restoue
- Larrau
- Lichans-Sunhar
- Licq-Athérey
- Montory
- Ossas-Suhare
- Sainte-Engrâce
- Sauguis-Saint-Étienne
- Tardets-Sorholus
- Trois-Villes

## Histoire
En 1790, le canton s'appelait canton de Tardets, la réunion de Tardets avec Sorholus n'intervenant que le 17 avril 1859. Ce canton ne comprenait alors que 10 communes, à savoir Haux, Laguinge-Restoue, Larrau, Licq-Athérey, Montory, Sainte-Engrâce, Sauguis, Sorholus, Tardets et Trois-Villes.

## Représentation

### Conseillers généraux de 1833 à 2015
| Période           | Identité                                     | Parti                            | Qualité                                                                                   |
| ----------------- | -------------------------------------------- | -------------------------------- | ----------------------------------------------------------------------------------------- |
| 1833-1842 (décès) | Pierre Darhampé                              | Majorité gouvernementale         | Ancien chef de bataillon des chasseurs basques, Tardets                                   |
| 1842-1848         | Clément Comte de Mont-Réal et de Troisvilles | Monarchiste                      | Propriétaire du château de Troisvilles                                                    |
| 1848-1852         | Augustin Chaho                               | Républicain Socialiste Démocrate | Ecrivain - Conseiller municipal de Bayonne                                                |
| 1852-1878 (décès) | Clément Comte de Mont-Réal et de Troisvilles | Monarchiste                      | Propriétaire                                                                              |
| 1878-1892         | Jean-Pierre Detchandy                        | Droite                           | Notaire à Tardets                                                                         |
| 1892-1919         | Aurèle Pées                                  | Républicain                      | Receveur de l'enregistrement Maire de Tardets                                             |
| 1919-1940         | Alfred Constantin                            | URD                              | Industriel et médecin Maire de Tardets (1919-1936) Nommé conseiller départemental en 1943 |
|                   |                                              |                                  |                                                                                           |
| 1945-1957 (décès) | Albert Constantin                            | Rad. puis DVD                    | Médecin et industriel, Tardets                                                            |
| 30 juin 1957-1979 | Pierre Pribat                                | DVD                              | Médecin à Tardets-Sorholus                                                                |
| 1979-1992         | Pierre Erbin                                 | PS                               | Directeur d'hôpital Maire de Tardets-Sorholus                                             |
| 1992-2011         | Michel Arhancet                              | UDF puis MoDem                   | Eleveur à Tardets-Sorholus                                                                |
| 2011-2015         | Arnaud Villeneuve                            | apparenté PS                     | Chef d'entreprise Maire de Tardets-Sorholus (2008-2020)                                   |

### Conseillers d'arrondissement (de 1833 à 1940)
Le canton de Tardets appartenait à l'arrondissement de Mauléon jusqu'à sa disparition en 1926.
| Période                                  | Période      | Identité                                   | Étiquette | Qualité |
| ---------------------------------------- | ------------ | ------------------------------------------ | --------- | --- |
| 1833                                     | 1846 (décès) | Jean Pierre d'Arthez-Lassalle (1799-1846)  |           | Avocat, magistrat, juge de paix à Tardets, propriétaire, maire de Sibas                                     |
|                                          |              |                                            |           | |
|                                          | 1887 (décès) | Jean Marie Isidore Marmissolle (1852-1887) |           | Notaire à Tardets                                                                                           |
|                                          |              |                                            |           | |
|                                          | 1940         | Prudent Basterrèche (1887-1961)            | URD       | Négociant en draperies, Tardets                                                                             |
| 1940                                     |              |                                            |           | Les conseils d'arrondissement ont été suspendus par la loi du 12 octobre 1940 et n'ont jamais été réactivés |
| Les données manquantes sont à compléter. |              |                                            |           | |

## Démographie
| 1962  | 1968  | 1975  | 1982  | 1990  | 1999  | 2006  | 2011  | 2012  |
| ----- | ----- | ----- | ----- | ----- | ----- | ----- | ----- | ----- |
| 5 466 | 4 833 | 4 316 | 3 837 | 3 617 | 3 335 | 3 143 | 3 123 | 3 129 |